# راي دولبي
راي دولبي (بالإنجليزية:Ray Dolby) ولد في 18 يناير 1933 في بورتلاند، أوريغون، وتوفي في 12 سبتمبر 2013 في سان فرانسيسكو، كاليفورنيا بالولايات المتحدة الأمريكية.
كان مهندسا ومخترعا في مجال الإلكترونيات، وابتكر تقنيات هامة في مجال أجهزة تسجيل الصوت بالشرائط المغناطيسية. أسس شركته التي تخصصت في هذا المجال دولبي لابوراتوريز في عام 1965 .
كان هدفه الأول خفض شوشرة الشريط المغناطيسي أثناء عرض التسجيل. وكان ابتكاره للإلكترونيات التي تزيل الضوضاء مفتاحا لظهور شركته في سوق الإلكترونيات. ثم قام خلال السبعينيات من القرن الماضي بإدخال تلك التقنية على الفيلم وابتكار ما يسمى «صوت دولبي» أو الصوت المحيط. ففي فيلم مثل حرب النجوم الذي ادخل عليه التقنية الصوتية يشعر المرء بأنه داخل الحوادث. وقد أتم عددا كبيرا من الاختراعات وحصل على جوائز عديدة.

## حياته
كان راي دولبي محبا لعزف الموسيقى على البيانو والكلارينت. وكانت أفكار تداعبه في أن يصبح يوما ما مصورا خلف الكاميرا في السينما. وفي عام 1948 عمل في تدوير الأفلام بأحد السينمات، وهناك تقابل هع رحل أعمال «ألكسندر بونياتوف» مؤسس شركة أمبكس. فعرض عليه بونياتوف العمل في شركته. وبالفعل كان راي يذهب إلى المدرسة ثلاثة ساعات وبعدها يذهب للعمل لدى بونياتوف في شركة أمبكس خمسة ساعات كل يوم.
وبعد انتهائه من دراسته الجامعية وتخرج من كلية الهندسة، حصل في عام 1961 على الدكتوراة من جامعة كامبريدج بانجلترا. ثم عمل في التدريب في الهند تبعا لبرنامج أنشأته هيئة الأمم المتحدة وقام هناك بإنشاء مختبر علمي.
قام بتسجيل نحو 50 براءة اختراع، وأسس شركته الخاصة «دولبي لابوراتوريز»، وتقدر ثروته بنحو 7و2 مليار دولار.

## أعماله
قام دولبي في الستينيات من القرن الماضي بابتكار تحسين على الأداء الصوتي للكاسيت بنظام دولب بي. ثم تبعه بابتكارات دولبي سي ودولبي إس و«دولبي أتش إكس برو». وقد أصبح اسم دولبي مؤشرا على خفض الشوشرة في أجهزة التسجيل المغناطيسية.
كما اهتم دولبي بالصوت السينمائي إلى جانب أحهزة التسجيل المغناطيسية. وكان أول فيلم يطبع وعليه هامش لصوت من نوع دولبي هو فيلم A Clockwork Orange ، وكان ذلك في عام 1971.
ثم قام دولبي باختراع «دولبي ستيريو» Dolby Stereo في عام 1974 وهو نظام صوتي ذو عدة قنوات.
وفي السينما حول القناتين الخاصتين بالصوت المجسم «ستيريو» إلى أربعة قنوات ليصبح دولبي سوند Dolby Sound. بذلك أصبح الصوت المجسم «دولبي سوند» في متناول الاستخدام المنزلي. وبدون فاكك شفرة دولبي ستيريو لاستمر عرض السينمات بالصوت المجسم على قناتين فقط.

## مرجع
1. ↑   http://www.nytimes.com/services/xml/rss/yahoo/myyahoo/2013/09/13/business/ray-dolby-who-put-moviegoers-in-the-middle-is-dead-at-80.xml. {{استشهاد ويب}}: |url= بحاجة لعنوان (مساعدة) والوسيط |title= غير موجود أو فارغ (من ويكي بيانات) (مساعدة)
2. ↑   http://finance.yahoo.com/news/founder-director-emeritus-dolby-laboratories-204500970.html. {{استشهاد ويب}}: |url= بحاجة لعنوان (مساعدة) والوسيط |title= غير موجود أو فارغ (من ويكي بيانات) (مساعدة)
3. ↑   http://news.cnet.com/8301-10797_3-57602767-235/ray-dolby-sound-pioneer-and-dolby-laboratories-founder-dies/. {{استشهاد ويب}}: |url= بحاجة لعنوان (مساعدة) والوسيط |title= غير موجود أو فارغ (من ويكي بيانات) (مساعدة)
4. ↑   http://www.4-traders.com/business-leaders/Ray-Dolby-1441/biography/. {{استشهاد ويب}}: |url= بحاجة لعنوان (مساعدة) والوسيط |title= غير موجود أو فارغ (من ويكي بيانات) (مساعدة)
5. ↑  "Ray Dolby, Inventor of Surround Sound, Dies at 80" (بالإنجليزية).
6. ↑   http://www.pugetsoundradio.com/2014/09/11/friday-broadcast-history-sept-12th/. {{استشهاد ويب}}: |url= بحاجة لعنوان (مساعدة) والوسيط |title= غير موجود أو فارغ (من ويكي بيانات) (مساعدة)
7. ↑   https://www.ieee.org/content/dam/ieee-org/ieee/web/org/about/awards/recipients/edison-rl.pdf. {{استشهاد ويب}}: |url= بحاجة لعنوان (مساعدة) والوسيط |title= غير موجود أو فارغ (من ويكي بيانات) (مساعدة)
8. ↑   https://www.invent.org/inductees/ray-dolby. {{استشهاد ويب}}: |url= بحاجة لعنوان (مساعدة) والوسيط |title= غير موجود أو فارغ (من ويكي بيانات) (مساعدة)
9. ↑   https://www.nationalmedals.org/laureates. {{استشهاد ويب}}: |url= بحاجة لعنوان (مساعدة) والوسيط |title= غير موجود أو فارغ (من ويكي بيانات) (مساعدة)
10. ↑  Nachruf auf Ray Dolby in: Bloomberg نسخة محفوظة 23 أكتوبر 2013 على موقع واي باك مشين.

## وصلات خارجية
- راي دولبي على موقع IMDb (الإنجليزية)
- راي دولبي على موقع إن إن دي بي (الإنجليزية)